# Маргарита Френска (1523 – 1574)
Маргарита Френска или Маргерета Валоа (на френски: Marguerite de France, Marguerite de Valois; * 5 юни 1523, Сен Жермен ан Ле, Франция; † 4 септември 1574, Торино, Савойско херцогство) е френска принцеса от династията Валоа и чрез женитба на херцогиня на Савоя (1559 – 1574).

## Произход
Тя е дъщеря на френския крал Франсоа I и първата му съпруга Клод Френска. Сестра е на френския крал Анри II. Тя получава през 1550 г. титлата херцогиня „на Бери и пер на Франция“.
Маргарита се омъжва на 9 юли 1559 г. в Париж за Емануил Филиберт (1528 – 1580), херцог на Савоя. Те имат само един син Карл Емануил I (1562 – 1630), 11-и херцог на Савоя, женен 1585 г. за Каталина-Микаела Испанска.
Маргарета и Емануил Филиберт са погребани в катедралата Сан Джовани в Торино.